# Красюк Микола Ігорович
Красю́к Микола Ігорович (*8 липня 1943, смт Вільшана — †7 червня 2004, місто Львів) — український поет, перекладач, автор есперанто-українського словника надрукованого шрифтом Брайля.

## Біографія
Народився Микола Ігорович 8 липня 1943 року у смт Вільшана Городищенського району нині Черкаської області. Мама Віра Охрімівна (1919—1977) працювала у Шепетівському міськкомі комсомолу і тікаючи від війни дісталася Вільшани. Восени 1941 року сюди ж прибув і батько, лейтенант Ігор Степанович (1914—1990), який співпрацював також із місцевими партизанами. Коли Миколі було 8 місяців, він захворів на менінгіт і повністю втратив зір. Навесні 1944 року мати переїжджає до батьків Охріма та Мотрони Сердюків, які жили у селі Пліщин Шепетівського району. Туди ж 1946 року після шпиталю повернувся і його батько. 1951 року у них народилася ще донька Ліна.
1950 року Микола вступає до Київської школи-інтернату для сліпих дітей, після закінчення якої 1959 року він навчався у Львівському інтернаті № 100 для незрячих дітей. Там він познайомився із таким же сліпим поетом Андрієм Волощаком та його дружиною Ісидорою Сидорівною. Письменник стає його учителем, наставником та товаришем. 1962 року Микола Ігорович вступає до Львівського університету на філологічний факультет, який успішно закінчив 1967 року. Деякий час після закінчення вузу він викладав в одній із Львівських шкіл історію, а згодом і мову з літературою.
Не забував він і Черкащину, куди на канікулах та у відпустку приїжджав до рідних бабусі та дідуся, які жили у Пединівці. Про це село він згодом напише у своєму вірші «У тій Пединівці…»:
|  | У тій Пединівці, Де спалахнув вогонь В душі моїй од бабиної пісні Про Дніпр широкий, Що реве та стогне… |

1974 року молодий поет стає членом Спілки письменників України. Вів активне листування з есперантистами, брав участь у їхніх конгресах та інших заходах. Переклав і переписав шрифтом Брайля есперанто-український словник. 1979 року Микола Красюк одружився зі Станіславою Матвіївною, яка була родом з-під Львова.
В роки радянської влади Микола Ігорович вірив у майбутнє комунізму, але з часом переконався у його помилковості. При здобутті Україною незалежності написав низку патріотичних віршів, в одному з яких звучить:
|  | Ні голод, ані культ не підкосив Жадання мого роду йти до щастя. Так, я Дніпра затруєного син Й калини, що в Чорнобилі зачахла. |

1999 року у поета стався інсульт, праву частину повністю охопив параліч. Однак Микола Ігорович не покидав творити. Однак хвороба дала про себе знати і 7 червня 2004 року письменник помер. Дружина поховала його у своєму рідному селі Блищиводи Жовківського району Львівської області.
На честь поета 2007 року у Шепетівці були названі вулиця та провулок. У бібліотеці Львівського УТОСу імені Т. Г. Шевченка є постійно діючий куточок поета. 2011 року у Пліщинській сільські бібліотеці імені М. І. Красюка відкрито кімнату-музей.

## Творчість
Писати вірші Микола Ігорович почав ще у дитинстві, перший його вірш «Республіка радянська, Україно» був надрукований у шепетівській районній газеті «Шляхом Жовтня». Пізніше його публікували в обласній та республіканській пресі. 1963 року вийшла його перша збірка поезії «Людяність», 1967 року побачила світ збірка віршів «Поклик», 1968 року — «Паралелі і меридіани», а 1974 року — збірка «Зустрічі». 1979 року була надрукована збірка антиклерикальних поезій «Вирок», 1989 року — драматична поема про Ярослава Галана «Поштова скринька, до запитання» та збірка поезій «Дума про світло». 1988 року збірка віршів «Балада про дорогу» у Вільнюсі перекладається литовською мовою (теж шрифтом Брайля). 1997 році Республіканський будинок звукозапису та друку УТОС випустив шрифтом Брайля збірку «Крик». Регулярно друкували вірші поета і у альманаху-щорічнику «Поклик», який видавався при бібліотеці Львівського УТОСу імені Т. Г. Шевченка єдиним примірником шрифтом Брайля.
Микола Ігорович відомий не лише як автор власних книжок, він був засновником і редактором поетичного альманаху «Нащадки кобзарів», що виходить у Києві і друкується шрифтом Брайля. Окрім того, поет пробував себе і як перекладач, підбірка його перекладів поетів Північного Зауралля «Барви полярного сяйва» була опублікована у журналі «Жовтень» 1973 року. Частину віршів поета було покладено на музику і вони стали піснями.
2002 року за сприяння його також сліпого товариша по школі і університету Юрія Симончука, голови Волинського товариства сліпих, вийшла його вже десята збірка віршів для дітей «Киця Мурка». 2003 року, до ювілею поета, побачили світ ще дві його збірки «Вечірні дзвони» та «Наодинці з Україною». Вже після смерті поета, 2005 року вийшла збірка його віршів «Гетсиманський сад», над якою він працював в останні роки життя. Вона містить власноруч написану передмову для посмертного видання. 2009 року зусиллями родичів та друзів була видана збірка «З невмирущого джерела», до якої увійшли невідомі вірші поета.